# Simon Stockhausen

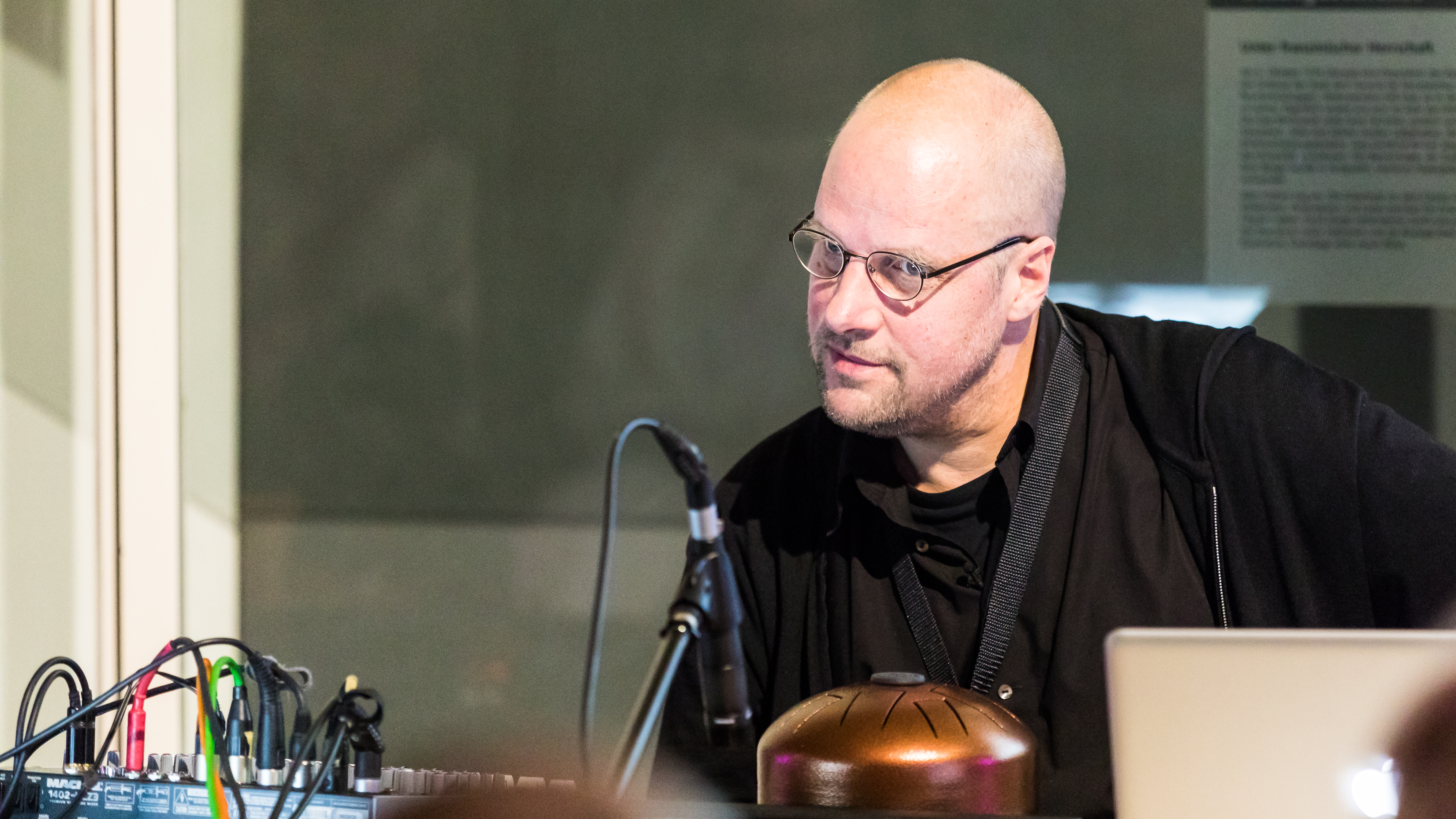
Simon Stockhausen, 2019

Simon Stockhausen (* 5. Juni 1967 in Bensberg) ist ein deutscher Komponist. Seine Eltern sind die Künstlerin Mary Bauermeister und der Komponist Karlheinz Stockhausen, der Musiker Markus Stockhausen ist sein Halbbruder.

## Leben

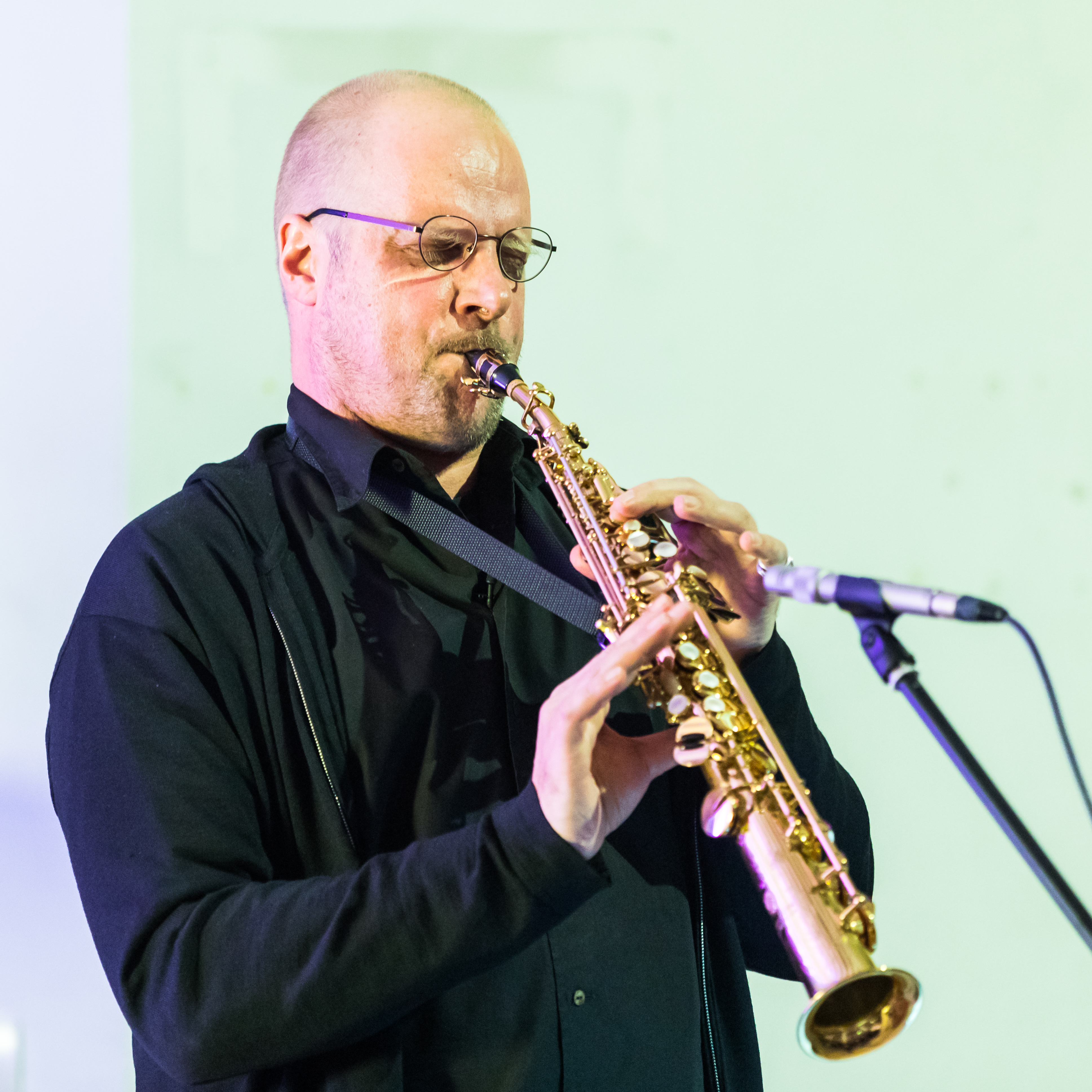
Simon Stockhausen spielt Sopransaxophon (2019)

Stockhausen erhielt seine musikalische Ausbildung durch seinen Vater und verschiedene Privatlehrer. Er schrieb schon als Kind erste Kompositionen und trat 1980 öffentlich in der Aufführung der Komposition Sternklang seines Vaters als Synthesizerspieler auf. 1981 folgte ein Auftritt als Sopransaxophonist an der Mailänder Scala in der Oper Donnerstag aus Licht. Nach dem Abitur 1986, das er am Freiherr-vom-Stein-Schule Gymnasium Rösrath absolvierte, konzertierte Stockhausen weltweit mit dem Ensemble seines Vaters und war u. a. an der Produktion und Komposition der elektronischen Musik zweier Opern aus dem Zyklus Licht beteiligt. 1996 beendete er die Zusammenarbeit mit seinem Vater.
Seit 1982 arbeitete er auch in verschiedenen Ensembles (unter anderem Kairos, Aparis und Possible Worlds) mit seinem Halbbruder Markus Stockhausen zusammen. Gemeinsam mit Jo Thönes bildeten sie das Jazz-Trio Aparis, das international konzertierte und zwei CDs bei ECM publizierte. 1991 komponierten Simon und Markus gemeinsam das Stück Köln Music Fantasy zum fünfjährigen Bestehen der Kölner Philharmonie und 1996 das Stück Jubilee zum zehnten Jubiläum. Nach der Veröffentlichung ihres Albums nonDuality im Jahre 2005 trennten sich die musikalischen Wege der Halbbrüder.
Seit 1991 komponiert Simon Stockhausen für verschiedene deutsche Ensembles im Bereich der zeitgenössischen Musik, darunter das Ensemble Modern sowie die Musikfabrik NRW. Es folgten Jazzkompositionen und Auftritte als Keyboarder unter anderem mit Lalo Schifrin und James Morrison, mit dem er 2003 die Band On the Edge gründete. Seit 1998 komponierte er zahlreiche Schauspielmusiken u. a. für das Berliner Ensemble, das Schauspielhaus Dortmund, das Staatstheater Mainz, das Schauspiel Frankfurt, die Bad Hersfelder Festspiele, das Düsseldorfer und Kölner Schauspielhaus, sowie das Nationaltheater Mannheim (Schauspiel). Dabei arbeitete er mit Regisseuren wie Peter Palitzsch, Burkhard C. Kosminski und András Fricsay zusammen.

Für die Neuköllner Oper komponierte Simon Stockhausen im Jahr 2011 das Musiktheaterstück Rheingold Feuerland basierend auf der Oper Das Rheingold von Richard Wagner zum Libretto von Bernhard Glocksin.
Im Jahr 1999 gründete er mit Manos Tsangaris – für den er auch verschiedene Theatermusiken als Co-Komponist realisierte – die Gruppe MIR, in die auch der Kölner Schlagzeuger Jaki Liebezeit involviert war. Daneben konzertierte er in den verschiedensten Formationen als Keyboarder, Live-Elektroniker und Sopransaxophonist, u. a. mit Vince Mendoza, Peter Erskine, Michael Riessler, Péter Eötvös, der WDR Bigband, dem Sharoun-Ensemble und den Berliner Philharmonikern. 2004 gründete er mit Christian Weidner die Band Royce. Außerdem komponierte Simon Stockhausen zahlreiche Filmmusiken zu Spiel-, Dokumentar- und Kurzfilmen, darunter dem Kino-Dokumentarfilm Trip to Asia – Die Suche nach dem Einklang und Kinofilmen des israelischen Filmregisseurs Amos Gitai.
Zur Verleihung des 47. Grimme-Preises am 1. April 2011 gestaltete Simon Stockhausen und ein für diesen Anlass zusammengestelltes Musikerensemble das musikalische Rahmenprogramm. Dabei komponierte Stockhausen für jeden der 16 verliehenen Preise eine eigene Musik, die sich auf die jeweiligen prämierten Filme bezog.
In der Konzertsaison 2012/2013 war Simon Stockhausen „Artist in Residence“ bei den Hamburger Symphonikern und brachte insgesamt fünf neue Werke zur Uraufführung, darunter ein großes Orchesterstück mit dem Titel „Doktrin der Ruhe“.
Seit dem Jahr 2016 arbeitet Simon auch mit seiner Mutter, der Künstlerin Mary Bauermeister, zusammen, und komponierte u. a. das Werk Farbrausch zu der Bilderserie Farbrausch, welches zu verschiedenen Anlässen aufgeführt wurde.

## Kompositionsverfahren
In seiner kompositorischen Arbeit macht Simon Stockhausen sich den jeweils aktuellen Stand der Computertechnik zunutze. Ihn interessiert vor allem die potentielle Musikalität der Geräusche und die Erforschung des Klangs in all seinen Dimensionen. Texturen, Rhythmen und Harmonien werden durch Klangsynthese aus Geräuschen abgeleitet und anschließend in Kompositionen verarbeitet. Durch grundlegende Vorgänge z. B. bei Zeitparametern, die dynamische Veränderung durch Kompression und die Möglichkeit, Aufnahmen rückwärts abzuspielen, werden aufgenommene Klänge verändert, das heißt prozessiert. Dieser Ansatz kann musikwissenschaftlich als „kompositorische Klangsynthese“ beschrieben werden. Er nutzt gefundene Klänge als Material, um Musik zu erzeugen, in der sich die Grenzen zwischen Pop, Jazz, Elektronik und Neuer Musik auflösen. Die Vorbereitung des Materials mithilfe der kompositorischen Klangsynthese ist hierbei längst Teil des Kompositionsprozesses einer Musik, die Sprache von ihrer Aussage lösen und Geräusche musikalisieren kann.

## Werke

### Autonome Musik
- Musik für Junge 12 Stücke für Klavier und/oder Melodieinstrumente 1974–1976
- Wenn alle untreu werden für gemischten Chor a cappella nach einem Gedicht von Novalis, 1976
- Harmonie für Trompete, Flöte, Klarinette und Klavier, 1977
- In sich / Außer sich für Posaune, Schlagzeug und Tonband, 1991 – Kompositionsauftrag für das Land Baden-Württemberg
- Köln Musik Fantasy, instrumental-elektronische Musik zu Licht, Laser und Feuerwerk, 1991 – Kompositionsauftrag für die Kölner Philharmonie
- Parametrics für Flöte, Harfe, Trompete oder Flügelhorn, E-Gitarre, Schlagzeug und elektronische Musik, 1992/1993 – Kompositionsauftrag für die Musikfabrik NRW
- Stahlgeist für Schlagzeug, Posaune, Didgeridoo, Synthesizer, achtkanaliges Tonband und Tanz, 1993
- Point of no return für Flöte, Streichquintett, Fagott, Bassklarinette, Trompete, Posaune, Klavier/Synthesizer, zwei Schlagzeuger und Tonband, 1993 – Kompositionsauftrag für den Steirischen Herbst und das Ensemble Modern
- Musik für ein Glashaus Raumkomposition für Glasharfe, Perkussion, Querflöten, Saxophon, elektronische Musik und Tanz 1994
- Fibonacci ist tot für Querflöten und elektronische Musik, 1994/1995
- Lotosblume nach einem Gedicht von Heinrich Heine für Solo – Sopran und Klavier, 1995
- Twelve Tone Puppies für Sopransaxophon und Tonband, 1995
- Brandnächte für Querflöten, Oboe, Klarinetten, Posaune, Trompete, Klavier, zwei Schlagzeuger und Tonband, 1996 – Kompositionsauftrag für das IMD/Darmstadt
- Jubilee, Multi-Media-Show anlässlich des zehnjährigen Bestehens der Kölner Philharmonie für Trompete, Sopransaxophon, Violine, Cello, Querflöten, Schlagzeug, Big Band und elektronische Musik
- Inner Circles, Komposition für die WDR-Bigband, 1997
- Klänge aus Kolumba 8-kanalige Klangperformance mit Saxophon für die Kolumba-Ruine zu Köln, 1998
- Berliner Geschichten für 17 Musiker, 1998/1999 – Kompositionsauftrag für den Hessischen Rundfunk und das Ensemble Modern
- Zehn Fragmente für Trompete/Flügelhorn, Tuba und Klavier, 1999
- Drivin´ on my Harley mit Harley Davidson-Motoren, Stimmen, E-Gitarre, Synthesizer/Sampler, Sopransaxophon, akustischem und elektronischem Schlagzeug, 2000 – Kompositionsauftrag für ein Projekt der Adk/Berlin
- Stahlkörper für elektronische Musik und Orchester, 2001
- 3 – 5 – 8 – 13 Komposition für Blechbläserensemble, Synthesizer und Solo-Trompete, 2001 – Kompositionsauftrag für das Blechbläserensemble Bach, Blech & Blues
- OPERA.tion Life Nexus III, Musik zu einer Kunst- und Tanzperformance von Lucy Orta, 2001
- da SPEECH featuring George W. Bush elektronische Musik mit O-Tönen, 2001, da SPEECH Instrumentalversion, 2003
- OPERA.tion Life Nexus Acte VIII, Musik zu einer Lichtperformance von Jorge&Lucy Orta, 2002
- Jerusalem 2, elektronische Musik mit verarbeiteten Fernsehnachrichten, O-Tönen und einem Text von Dr.Martin Luther King jun. 'the six principles of nonviolence', 2002
- Wintermärchen – elektronische Phantasie, 2002
- 1.000.000 Lichterstadt Berlin, Musik zu einer Kunstaktion von Misha Bolourie, 2004
- HAND G MACHT (Sohn des Helios) – Komposition für 13 Musiker / 6 Sänger und Dirigent, 2004
- Identity 1&2 – Stückesammlung mit elektronischen, kammermusikalischen und orchestralen Kompositionen, 2006–2008
- Rheingold Feuerland – Musiktheater für die Oper Neukölln für 5 Sänger, Elektronische Musik und 4 Live-Musiker – Libretto: Bernard Glocksin, 2011
- Minimal Nightmare – Traum-Impressionen für Streichorchester, Altsaxophon, Elektronische Musik, Live-Elektronik, E-Bass, Schlagzeug, 2012
- Immanenz – Raumkomposition für 8 Instrumentalisten und Elektronische Musik, 2012
- Doktrin der Ruhe – Komposition für Symphonieorchester, Sampler und Live-Elektronik, 2012
- Midrasc – für zwei Sprecher, Sopranstimme, Oboe/Englischhorn, Cello und Live-Elektronik – Text: Altes Testament, Talmud, Maya-Kultur (Popol Vuh), Stephen Hawking, chinesische Mythologie, 2013
- Windschatten – für Solo-Flügelhorn, Symphonieorchester und Live-Elektronik, 2013

### Sonstiges
- Hörspielmusik Herzrhythmusgeräusche zu einem Hörspiel von Thomas von Steinaecker

### Filmmusik Fiktion
Filmmusiken für Amos Gitai
- 1991: Golem – The Spirit of Exile – 105 min.
- 1992: Metamorphosis of a Melody – 90 min.
- 1993: The Petrified Garden – 84 min.
- 1994: The War of the Sons of Light Against The Sons of Darkness

Theater/Filmmusik für 2 Singstimmen, 4 Sprecher, Trp. und Synthesizer/Sampler aufgeführt zur Eröffnung der Biennale Venedig Juni 1993 im jüdischen Viertel mit Hannah Shygullah und Samuel Fuller
- 2004: Promised Land – 90 min. – Kino
- 2007: Disengagement – Neuvertonung/Neukomposition von Das Lied von der Erde von Gustav Mahler mit der Mezzosopranistin Barbara Hendricks

#### Sonstige
- 2006 We can´t go home again – 111 min. - Kino – ein Film von Toshi Fujiwara

### Filmmusik für Dokumentar- und Kurzfilme
- 1990: Hermann Röchling oder Der Krieg als industrielle Herausforderung (TV-Kurz-Dokumentarfilm; Regie: Franz Lehmkuhl; ARD)
- 1999: Just In Time (Kurz-Animationsfilm; Regie: Kirsten Winter; elektronische Filmmusik mit Trompete/Sopransaxophon und Querflöte(n))
- 2001: da Speech, featuring George W. Bush, 2001 elektronische Musik mit O-Tönen zu diesem Stück entstanden 2002/2003 auf Anregung von Toshi Fujiwara/Tokyo viele Videofilme von Autoren aus verschiedenen Ländern anlässlich eines Filmwettbewerbs in Singapur
- 2001: Esther (Kurzspielfilm; Regie: Johann Camut)
- 2003: Walk (Kurz-Dokumentarfilm; Regie: Toshi Fujiwara; elektronische Musik mit O-Tönen, Sprache und Gesang)
- 2003: Filmmusik zu einer Dokumentarfilmtrilogie von Reinhold Böhm

Der Herr der drei Ringe (Porträt Berthold Beitz) – WDR
Krupp – vom Mythos zum Global Player – ARTE
Der Krupp-Komplex – WDR
Teil I Die Wucht der Tradition
Teil II Der Stahlkrimi an der Ruhr
- 2003: Schräge Zeit, (Dokumentarfilm; Regie: Ólafgur Sveinsson; ZDF/3sat)
- 2004: Der Tag der alles änderte (Dokumentarfilm; Regie: Monika Kirschner; ARTE)
- 2004: Der Kaiser der Paradeiser (Dokumentarfilm; Regie: Monika Kirschner, ARTE/3sat)
- 2005: Alfredos Modelle (Dokumentarfilm, Regie: Angi Welz-Rommel; rbb/ARTE)
- 2005: Mein Star ist (Musik zu acht Fernsehspots im Rahmen des Confederation-Cups mit Porträts von Spielern der deutschen Fußballnationalmannschaft; Regie: Georg Müller-Frank; ARD)
- 2005/2006: FIFA WM 2006™ Einblicke (Musik zu 37 redaktionellen Kurzformaten/Fernsehspots im Fernsehen; Regie: Georg Müller-Frank; WDR/ARD)
- 2005: Der Fasan (Kurzfilm; Regie: Zorana Mušikić)
- 2006: Shanty Garden Town (Dokumentarfilm; Regie: Çagla Zencirci, Guillaume Giovanetti; produziert von zero fiction)
- 2008: Trip to Asia (Kino-Dokumentarfilm;Regie: Thomas Grube; produziert von Boomtown Media in Koproduktion mit ZDF/BBC)
- 2008: Schattenwelten (Kurz-Experimentalfilm; Regie: Thomas Kutschker)
- 2008: Das Verschwinden der Zeit, (Filmessay; Regie: Ina Borrmann; MDR; Premiere am 24. Oktober auf dem Filmfestival in Hof)
- 2009: psst pp Piano – Hommage an Mary Bauermeister (Kurz-Animationsfilm von Gregor Zootzky; gefördert durch die Filmstiftung NRW und den LVR Rheinland – Premiere am 20. September im Filmforum NRW in Köln)
- 2009: Zwischen Welten (Dokumentarfilm; Regie: Miguel Müller-Frank; WDR; Premiere am 29. Juni 2010 in 3sat)
- 2010: Jedem Kind ein Instrument – Ein Jahr mit vier Tönen (Dokumentarfilm; Regie: Oliver Rauch; WDR; Premiere am 2. Juni 2010)
- 2020: Mary Bauermeister – eins und eins ist drei, (Kino-Dokumentarfilm; Regie: Carmen Belaschk; produziert von Accentus Music mit MDR/WDR)

### Theatermusik
- Ansichten eines Clowns von Heinrich Böll, 1993 Produktion des Clown – und Mimentheaters Bonn gemeinsam mit Markus Stockhausen Elektronische Theatermusik mit Trompete
- Das Grosse bleibt gross nicht, und klein nicht das Kleine, 1993/1994 ein Abend mit vertonter Lyrik für Solo-Sopran (Maria Husmann)

Live-Elektronik und Sopransaxophon, Regie: Peter Palitzsch
- Leben will ich, Eure Sonne schnaufen … 1998 – Theatermusik für das Berliner Ensemble – Regie: Peter Palitzsch

Vertonung von Brecht – Lyrik für Singstimme – (Maria Husmann), Sprecher – (Volker Spengler) Live-Elektronik und Sopransaxophon (Simon Stockhausen)
- Die Blechtrommel von Günter Grass, 1998 – Theatermusik für das Clown – und Pantomimentheater Bonn
- Kronos / Kairos, 1997–2001 – Theatermusik für das Staatstheater Mainz Komposition gemeinsam mit Markus Stockhausen, Manos Tsangaris und Hanna Schygulla

Regie: Julie Brochen
- Mr. Mazel von Magdalena Felixa, 1999 – Theatermusik für das Schauspielhaus Dortmund, Regie: Arie Zinger
- Die tragische Historie des Dr. Faustus – von Oliver Marlowe, 2000 – Theatermusik für das Brandenburger Theater, Regie: Marc Cotter
- Die Frauenfalle von Friedrich-Karl Praetorius – 2000 – Theatermusik für das Schauspiel Frankfurt a. M., Regie: Peter Palitzsch
- Gilgamesch-Epos Tafel I+II, 2000 – „Wortklänge“ zum Gilgamesch-Epos mit David Bennent, Markus Stockhausen und Andrea Stockhausen-Bürgin

aufgeführt am 17. November 2000 im Pergamonmuseum zu Berlin vor dem noch erhaltenen Ischtar-Tor
- Die Möwe – von Anton Tschechow, 2001 – Theatermusik für das Düsseldorfer Schauspielhaus, Regie: Anna Badora
- LIEBES kummer SPIEL – verschiedene Autoren, 2001 – ein Abend mit Lyrik und Musik gemeinsam gestaltet mit dem Schauspieler Stephan Wolf-Schönburg
- Wir schlafen nicht – von Kathrin Röggla, 2004 – Theatermusik für das Düsseldorfer Schauspielhaus, Regie: Burkhard C. Kosminski – Premiere am 7. April 2004
- Die Katze auf dem heißen Blechdach – von Tennessee Williams – Theatermusik für das Düsseldorfer Schauspielhaus, Regie: Burkhard C. Kosminski – Premiere am 24. September 2004
- Centralstation – von Manos Tsangaris – Theatermusik als Co-Komponist und Klanggestalter für das Schauspiel Köln, Regie: Manos Tsangaris – Premiere am 29. April 2006
- Botenstoffe – Orestie – von Manos Tsangaris – Theatermusik als Co-Komponist und Klanggestalter für das Schauspiel Köln, Regie: Manos Tsangaris – Premiere am 27. April 2007
- Romeo und Julia – von William Shakespeare – Live-Bühnenmusik mit Bläserensemble, Schlagzeug und Kindersopran für die Bad Hersfelder Festspiele, Regie: Arie Zinger – Premiere in der Stiftsruine Bad Hersfeld am 18. Juni 2008
- Macbeth – von William Shakespeare – Theatermusik für das Nationaltheater Mannheim (Schauspiel), Regie und Fassung: András Fricsay – Premiere am 6. Juni 2009